# وزير الشؤون الأوروبية (إيطاليا)
وزير الشؤون الأوروبية (بالإيطالية: Ministro per gli Affari Europei)‏ في إيطاليا، هو أحد المناصب الرسميَّة في الحكومة الإيطالية، وهو رئيس قسم السياسات الأوروبية.
وزير الشؤون الأوروبية الحالي هو رافاييل فيتو، من حزب إخوة إيطاليا، الذي يشغل منصبه منذ 22 أكتوبر 2022.